# Antrophyum plantagineum
Antrophyum plantagineum là một loài dương xỉ trong họ Pteridaceae. Loài này được Cav. Kaulf. mô tả khoa học đầu tiên năm 1824.